# Manuel Eleutério Pereira da Fonseca
Manuel Eleutério Pereira da Fonseca foi um empresário português.

## Biografia
Em finais de 1902, encontrava-se a exercer como presidente do Conselho de Administração da Companhia do Caminho de Ferro do Porto à Póvoa e Famalicão.
Faleceu em 17 de Junho de 1920.